# Tony Aless
Tony Aless (Anthony Alessandrini) est un pianiste américain de jazz né à Garfield dans le New Jersey le 22 août 1921, et mort à New-York le 23 octobre 1985 .

## Discographie
Enregistrements :
- The Happy Monster (avec C. Jackson, 1947)
- Lady In Red (avec Stan Getz, 1950)
- Long Island Suite (en grand orchestre, 1955)